# Alan Lorenzo
Alan Lorenzo (27 de julio de 1998) es un futbolista profesional argentino que juega como defensor en el Club Ferro Carril Oeste de la segunda división de Argentina.

## Carrera
Lorenzo inició su carrera en el sistema de Nueva Chicago. Su primer partido fue en julio de 2017, disputando la Primera B Nacional ante San Martín, partido que termina en derrota del "torito"; previamente había sido suplente, sin ingresar, con Argentinos Juniors el 12 de julio. Lorenzo ingresó desde el banco de suplentes contra San Martín, y su primer partido como titular fue el 18 de marzo de 2018 cuando Instituto derrotó a Nueva Chicago por 1-0.

## Estadísticas
Actualizado al 28 de octubre de 2024

| Club | Div.          | Temporada     | Liga  | Liga  | Copas | Copas | Copas | Copas | Total | Total | Media |
| Club | Div.          | Temporada     | Part. | Goles | Part. | Goles | Part. | Goles | Part. | Goles | Media |
| --- | ------------- | ------------- | ----- | ----- | ----- | ----- | ----- | ----- | ----- | ----- | ----- |
| Nueva Chicago Argentina | 2.ª           | 2016-17       | 1     | 0     | 0     | 0     | —     | —     | 1     | 0     | 0     |
| Nueva Chicago Argentina | 2.ª           | 2017-18       | 3     | 0     | 0     | 0     | —     | —     | 3     | 0     | 0     |
| Nueva Chicago Argentina | 2.ª           | 2018-19       | 1     | 0     | 1     | 0     | —     | —     | 2     | 0     | 0     |
| Nueva Chicago Argentina | 2.ª           | 2019-20       | 5     | 0     | 0     | 0     | —     | —     | 5     | 0     | 0     |
| Nueva Chicago Argentina | 2.ª           | 2020          | 0     | 0     | 0     | 0     | —     | —     | 0     | 0     | 0     |
| Nueva Chicago Argentina | 2.ª           | 2021          | 14    | 1     | 0     | 0     | —     | —     | 14    | 1     | 0.07  |
| Nueva Chicago Argentina | 2.ª           | 2022          | 20    | 0     | 0     | 0     | —     | —     | 20    | 0     | 0     |
| Nueva Chicago Argentina | 2.ª           | 2023          | 5     | 0     | 0     | 0     | —     | —     | 5     | 0     | 0     |
| Nueva Chicago Argentina | Total         | Total         | 49    | 1     | 1     | 0     | 0     | 0     | 50    | 1     | 0.02  |
| Ferro Argentina | 2.ª           | 2024          | 25    | 0     | 0     | 0     | —     | —     | 25    | 0     | 0     |
| Ferro Argentina | Total         | Total         | 25    | 0     | 0     | 0     | 0     | 0     | 25    | 0     | 0     |
| Total carrera | Total carrera | Total carrera | 74    | 1     | 1     | 0     | 0     | 0     | 75    | 1     | 0.01  |
| (1) La copa nacional se refiere a la Copa Argentina y Supercopa Argentina. (2) La copa internacional se refiere a la Copa Sudamericana, Recopa Sudamericana, Copa Libertadores y Copa Suruga Bank. |               |               |       |       |       |       |       |       |       |       |       |